# Васил Манчев
Вижте пояснителната страница за други личности с името Манчев.
Васил Манчев е български учител и възрожденец.

## Биография
Роден е през 1832 година в Свищов, където получава солидно образование в елинското училище на Емануил Васкидович, при Георги Владикин и Христаки Павлович. Продължава образованието си в Букурещ, учи френски, италиански и други езици и установява близки връзки с български и турски търговци и първенци. Става учител в Свищов през 1858 – 60 г. Между 1860 – 1865 година работи в българско училище в Битоля, заради което е често клеветен от местните гъркомани. Макар и невинен, е заточен от Мидхат паша за назидание в Енгюре през 1867 – 1873 г. Пандели Кисимов отбелязва: „Мидхат паша излови и изпрати на заточение много свищовски младежи, между които и учителя Васил Манчев. Той последний на 1873 г. биде освободен и се завърна в Цариград от Енгюре“.
Написва Спомени. Дописки, писма.